# Armorial des freguesias de Abrantes
- il comporte peu ou pas de sources.
- il reste des blasons à dessiner dans cet armorial.

Cette page donne les armoiries (figures et blasonnements) des freguesias de Abrantes. 
| Image | Nom de la commune et blasonnement |
| ----- | --------------------------------- |
|       | Aldeia do Mato                    |
|       | Alferrarede                       |
|       | Alvega                            |
|       | Bemposta                          |
|       | Carvalhal                         |
|       | Concavada                         |
|       | Fontes                            |
|       | Martinchel                        |
|       | Mouriscas                         |
|       | Pego                              |
|       | Rio de Moinhos                    |
|       | Rossio ao Sul do Tejo             |
|       | São Facundo                       |
|       | São João                          |
|       | São Miguel do Rio Torto           |
|       | São Vicente                       |
|       | Souto                             |
|       | Tramagal                          |
|       | Vale das Mós                      |